# Женшен
Женшенът (Panax) е тревисто растение от сем. Аралиеви. От шестте вида от рода това е най-известният, понеже се използва от древността в Китай като всеизцеляващо (панацея) и афродизиращо средство.

## Описание
Женшенът е многогодишно тревисто растение, 30 – 70 см високо, достигащо до 50-годишна възраст. Коренът е до 20 см дълъг и около 2 см дебел, с 2 – 6 едри разклонения, по форма понякога напомня човешка фигура. Стъблото най-често е единично, с връхна розетка от 2 – 5 листа. Листата са с дръжки, сложно длановидни, съставени от 5 елипсовидни листчета, на върха заострени, по края напилени, в основата клиновидно стеснени. Цветоносно стъбло се развива едва на третата година. Съцветието е сенник, съставен най-често от 5 – 20 дребни цветчета. Венчето е бяло или зеленикаво. Плодът е с бъбрековидна форма, яркочервен, месест, с 2 – 3 костилки. Цъфти през юли. Този вид женшен е наречен „Зеленото злато“. Тази култура е високо ценена от източните народи в Азия. Корен от вида се продава за 500 – 600 € парчето. Изисква малко място и пораства за около 6 г.

## Употреба
Женшенът като билка може да се консумира самостоятелно или като чай, а също и като част от смесени чайове.